# Long Term Asset Value
Das Long Term Asset Value-Verfahren, kurz LTAV-Verfahren, ist ein Verfahren zur Schiffsbewertung. Hierbei wird das langfristige Ertragspotenzial des Schiffes (inklusive Verschrottung nach Einsatzende) über den abgezinsten Zahlungsstrom („Discounted Cash-Flow“-Verfahren, abgekürzt DCF-Verfahren) in einen heutigen Barwert umgerechnet.

## Grundlagen
Unter Berücksichtigung ausschließlich finanzieller Ziele bestimmt sich der Wert eines Schiffes aus seiner Fähigkeit, künftige finanzielle Überschüsse zu erwirtschaften. Der Ermittlung des LTAV liegt das etablierte DCF-Verfahren nach dem Konzept der durchschnittlichen gewichteten Kapitalkosten (WACC-Ansatz) zugrunde. Demnach ergibt sich der LTAV eines Schiffes durch Diskontierung der erwarteten finanziellen Überschüsse (Zahlungsstrom, englisch free cash flow) mit einem gewichteten Kapitalkostensatz (kWACC):
{\displaystyle LTAV=\sum _{t=1}^{T}{\frac {C_{t}-B_{t}}{(1+k_{\text{WACC}})^{t}}}+{\frac {{RW}_{T}}{(1+k_{\text{WACC}})^{T}}}}
Die prognostizierten Free Cash Flows lassen sich aus den zukünftig erzielbaren Chartereinnahmen Ct abzüglich der erwarteten Schiffsbetriebskosten Bt sowie einem Restwert RWT zum Ende der wirtschaftlichen Nutzungsdauer des Schiffs ableiten.

## Bestimmung der Free Cash Flows

### Chartereinnahmen
Für die Prognose der Chartereinnahmen Ct sind Annahmen zur Höhe der künftig erzielbaren Charterraten (Brutto-Chartereinnahmen), anfallender Bereederungsgebühren und Befrachtungskommissionen sowie der Auslastung (Einsatztage pro Jahr) zu treffen.
Da sich die Entwicklung der finanziellen Überschüsse für die nahe Zukunft mit einem höheren Sicherheitsgrad prognostizieren lässt als für weiter entfernte Jahre, sollten mindestens die ersten drei Jahre detailliert geplant werden. Falls eine Chartervereinbarung besteht, sollte diese grundsätzlich für die Prognose der Chartereinnahmen im Detailplanungszeitraum herangezogen werden – sofern aufgrund ausreichender Bonität des Charterers die Einhaltung der vertraglich vereinbarten Charterrate als sehr wahrscheinlich eingeschätzt wird. Liegt keine Chartervereinbarung vor oder soll das Schiff ohne bestehende Chartervereinbarung bewertet werden, können aktuell am Markt beobachtbare (Zeit-)Charterraten herangezogen werden, daneben auch Marktanalysen zur zukünftigen Flottenentwicklung (Marktangebot) sowie zur Entwicklung der weltweiten Güternachfrage (Marktnachfrage). Darüber hinaus können Marktprognosen über die zukünftige Charterratenentwicklung sowie eine Analyse des Unterschieds von Frachtraten und Frachtterminraten weitere Anhaltspunkte für die künftige Entwicklung der Charterraten im Detailplanungszeitraum geben.
Im Anschluss an die Detailplanungsphase sind aufgrund der hohen Volatilität der Charterraten im Zeitablauf Prognosen schwierig. Eine Orientierung bieten langfristige historische Durchschnitte der Charterraten. Bei der Prognose der Chartereinnahmen sollten inflationsbedingte Preissteigerungen grundsätzlich berücksichtigt werden.
Mit zunehmendem Alter erzielen Schiffe aufgrund von Effizienznachteilen in der Regel nur noch geringere Charterraten. Dies kann insbesondere bei älteren Schiffen über einen Altersabschlag bei der Prognose der Chartereinnahmen berücksichtigt werden.
Bei der Vercharterung fallen Befrachtungskommissionen und Bereederungsgebühren an, die im Bewertungskalkül zu berücksichtigen sind.
Hinsichtlich der Einsatztage eines Schiffes ist zwischen normalen Betriebsjahren und Jahren, in denen das Schiff zur Klasseerneuerung (in der Regel alle 5 Jahre) gedockt wird, zu unterscheiden. Neben den turnusmäßigen Werftzeiten sollten die prognostizierten Einsatztage auch weitere Zeiten der Beschäftigungslosigkeit (englisch off hire), beispielsweise durch einen möglichen technischen Ausfall, berücksichtigen.

### Betriebskosten
Die Betriebskosten Bt umfassen im Wesentlichen Kosten für Personal, Versicherungen, Schmier- und Hilfsstoffe, Ersatzteile, Wartung, Reparaturen, Dockungen und Klasseerneuerungen sowie für (Tonnage-)Steuern.
Aufgrund des in der Vergangenheit beobachteten und auch künftig erwarteten Trends steigender Betriebskosten ist, im Gegensatz zur langfristigen Prognose der Chartereinnahmen, eine Orientierung an Vergangenheitswerten bei der Prognose der künftigen Betriebskosten kritisch. Unter Berücksichtigung der aktuellen Rahmenbedingungen sowie der Entwicklung der Betriebskosten in den vergangenen Jahren sollten daher die aktuellen Betriebskosten als Ausgangspunkt für die Zukunftsprognose zugrunde gelegt werden. Dabei ist zu berücksichtigen, dass in Klassejahren die Betriebskosten naturgemäß höher ausfallen. Analog zur Prognose der künftigen Chartereinnahmen sollten auch bei den Betriebskosten künftige inflationsbedingte Kostensteigerungen berücksichtigt werden.

### Restwert
Für die Bestimmung des Restwertes RWT bietet sich eine Orientierung am Schrottwert zum Ende der wirtschaftlichen Nutzungsdauer (in der Regel 20 bis 25 Jahre) unter Berücksichtigung von Entsorgungskosten an. Zur Ermittlung des Schrottwertes ist das Leergewicht des Schiffes (light displacement) mit dem erwarteten Schrottpreis zum Ende der Nutzungsdauer zu multiplizieren. Analog zur Vorgehensweise bei der Prognose der künftigen Chartereinnahmen und Betriebskosten sollte der erwartete Schrottwert ebenfalls inflationsbedingte Preissteigerungen widerspiegeln.

## Bestimmung des Diskontierungszinssatzes
Für die Bewertung eines Schiffes auf Basis des LTAV-Verfahrens sind die erwarteten finanziellen Überschüsse mit einem geeigneten Kapitalisierungszinssatz auf den Bewertungsstichtag zu diskontieren. Dieser Zinssatz soll die Rendite einer zur Investition in das zu bewertende Schiff adäquaten Alternativanlage repräsentieren und muss dem zu kapitalisierenden Zahlungsstrom hinsichtlich Fristigkeit, Risiko, Währung und Besteuerung äquivalent sein.
Da dem LTAV-Verfahren der WACC-Ansatz zugrunde liegt, müssen die Free Cash Flows mit einem gewichteten, von der Höhe der Eigen- und Fremdkapitalkosten abhängigen, Kapitalkostensatz auf den Bewertungsstichtag diskontiert werden. Auf die Berücksichtigung des Vorteils der steuerlichen Abzugsfähigkeit der Fremdkapitalzinsen kann dabei normalerweise verzichtet werden, da die Schiffseigentümer überwiegend zur ertragsunabhängigen Tonnage-Besteuerung optieren. Der gewichtete Kapitalkostensatz ergibt sich zusammenfassend wie folgt:
{\displaystyle k_{\text{WACC}}=k_{\text{EK}}\cdot {\frac {EK}{GK}}+k_{\text{FK}}\cdot {\frac {FK}{GK}}}

### Eigenkapitalkostensatz
Ein etabliertes Verfahren zur Bestimmung der Eigenkapitalkosten (kEK) ist das Kapitalgutpreismodell (englisch capital asset pricing model, CAPM). Der Eigenkapitalkostensatz lässt sich gemäß CAPM in einen risikofreien Basiszinssatz (rf) und eine von den Eigentümern aufgrund der Übernahme unternehmerischen Risikos geforderte Risikoprämie, die sich für Schiffsbewertungszwecke aus der Multiplikation einer allgemeinen Marktrisikoprämie (MRP) mit einem schiffstypspezifischen Risikofaktor (dem sogenannten Betafaktor β) ergibt, zerlegen:
{\displaystyle k_{\text{EK}}=r_{f}+{\text{MRP}}\cdot \beta }
Im Rahmen der Ableitung des Eigenkapitalkostensatzes auf Basis des CAPM werden empirisch beobachtbare Kapitalmarktparameter zugrunde gelegt.

### Fremdkapitalkostensatz
Schiffsfinanzierungen basieren häufig auf variablen, an Interbankenzinssätze (z. B. LIBOR) gekoppelten Zinsvereinbarungen zuzüglich eines Risikozuschlags (Credit Spread). Aufgrund dessen können Zinsswaps als Ausgangspunkt für die Bestimmung des Fremdkapitalkostensatzes (kFK) herangezogen werden. Die Höhe des Credit Spreads ist nicht nur abhängig von der Verwertbarkeit des Schiffes im Insolvenzfall, sondern auch von anderen Einflussfaktoren wie der Performance des Reeders und der Existenz von langfristigen Charterverträgen.

### Kapitalstruktur
Üblicherweise werden Schiffe zu 50 bis 70 Prozent mit Fremdkapital finanziert. Für die Höhe des gewichteten Kapitalkostensatzes ist die Kapitalstruktur im Allgemeinen jedoch nur von untergeordneter Relevanz, da ein höherer Verschuldungsgrad einerseits zu einem höheren Betafaktor und damit zu einem erhöhten Eigenkapitalkostensatz führt, andererseits das relative Gewicht des Eigenkapitalkostensatzes (EK/GK) geringer ausfällt.

## Eignung des LTAV-Verfahrens
Die Schiffsmärkte weisen aufgrund der Existenz sogenannter Schweinezyklen, bedingt durch eine verzögerte Anpassung des Angebots, starke Preisschwankungen mit regelmäßig überhitzten und gestörten Marktphasen auf. Die sich in diesen Phasen bildenden Marktpreise sind insbesondere beeinflusst durch kurzfristige Transaktionen (z. B. Fire Sales) und gekennzeichnet durch eine hohe Volatilität.
Das LTAV-Verfahren kann durch seine Fokussierung auf das langfristige Ertragspotenzial eines Schiffes diese Marktunvollkommenheiten bis zu einem gewissen Grad ausgleichen und stellt damit für den rationalen, langfristig orientierten Kapitalgeber auch in Phasen von Marktübertreibungen eine belastbare Entscheidungsgrundlage dar. Es unterstellt rational handelnde Kapitalgeber, die bei langfristig positiven Aussichten (Erzielung risikoadäquater Kapitalrenditen) auch ggf. notwendige Nachfinanzierungen vornehmen.
Das LTAV-Verfahren kann damit in allen Marktphasen zur Bewertung von Schiffen herangezogen werden. Es stellt insofern eine notwendige Ergänzung zu den marktpreisorientierten Bewertungsverfahren dar.